# 新社 (新竹縣)
新社，是台灣新竹縣竹北市的一個傳統地域名稱，位於該市中部。相較於今日行政區，其範圍大致包括新社里、新國里。

## 歷史
台灣清治末期至日治前期，新社地區為一街庄，稱為「新社庄」，隸屬於竹北一堡。該庄西北與溝貝庄為鄰，東北與番仔陂庄為鄰，東南與豆仔埔庄為鄰，南邊為斗崙庄，西邊為溪州庄、馬麟厝庄。
1901年（日治明治三十四年）11月，全台廢縣廳改設二十廳，該庄隸屬於新竹廳。1909年（明治四十二年）10月，合併二十廳為十二廳，該庄隸屬不變。1920年（大正九年），廢十二廳改設五州二廳，該庄改制為「新社」大字，隸屬於新竹州新竹郡舊港庄。1941年（昭和十六年），舊港庄與六家庄合併成立竹北庄，本地區改隸之。
戰後竹北庄改制為竹北鄉，隸屬於新竹縣，大字亦改制為村。1950年桃、竹、苗分治，本地區隸屬不變。1988年，竹北鄉升格為竹北市，村亦改制為里。

## 交通
省道台1線又稱「縱貫公路」，是台北至屏東楓港的傳統幹道，大致以縱向經過新社地區東部邊界點，向北可前往新豐、老湖口、楊梅等地，向南可前往竹北市區、新竹、香山、頭份等地。
市道118號是舊港至羅浮的道路，也是鳳山溪流域的主要連絡道路，大致以橫向轉西北－東南走向經過本地區，向西可前往馬麟厝、新庄子、舊港並止於縣道122號路口，向東南可前往竹北市區、新埔、關西、馬武督、羅浮並止於省道台7線路口。

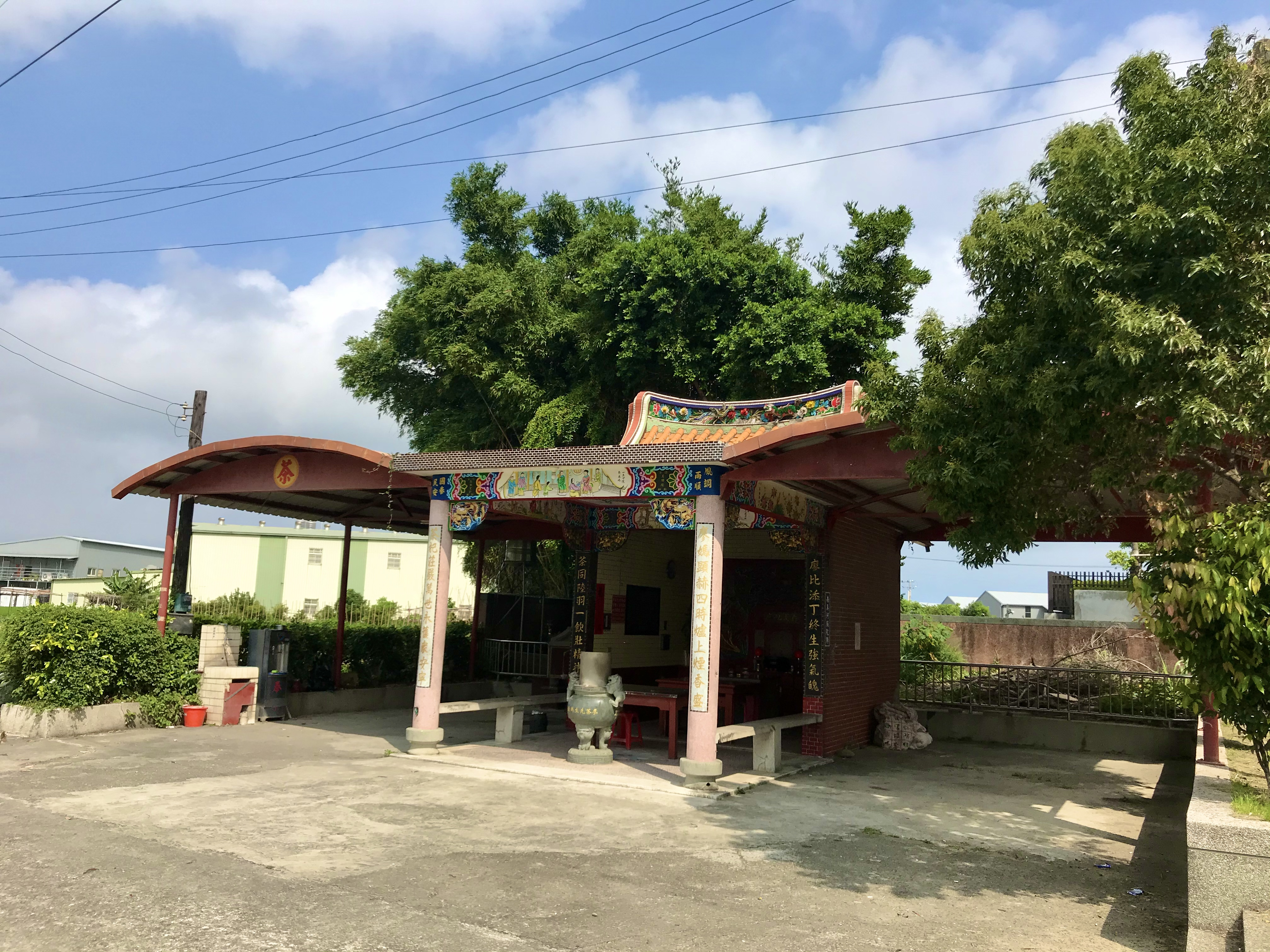
廖茶先生媽廟

## 學校
- 竹北國中
- 新社國小

## 文化資產
- 采田福地（縣定古蹟）

## 廟宇
- 廖茶先生媽廟（姑娘廟）